# 伴野豊 (農学者)
伴野 豊（ばんの ゆたか）は、日本の農学者。

## 略歴
長野県南安曇郡豊科町（現・安曇野市）出身。長野県諏訪清陵高等学校を経て、1980年信州大学繊維学部卒業。1986年九州大学大学院農学研究院修了。同大学農学部助手を経て、1997年同大学農学部助教授。2000年同大学大学院農学研究院助教授。2007年同大学同大学院准教授。2017年同大学同大学院教授。2023年同大学定年退官後、同大学名誉教授。